# Líquido fumante de Cadet

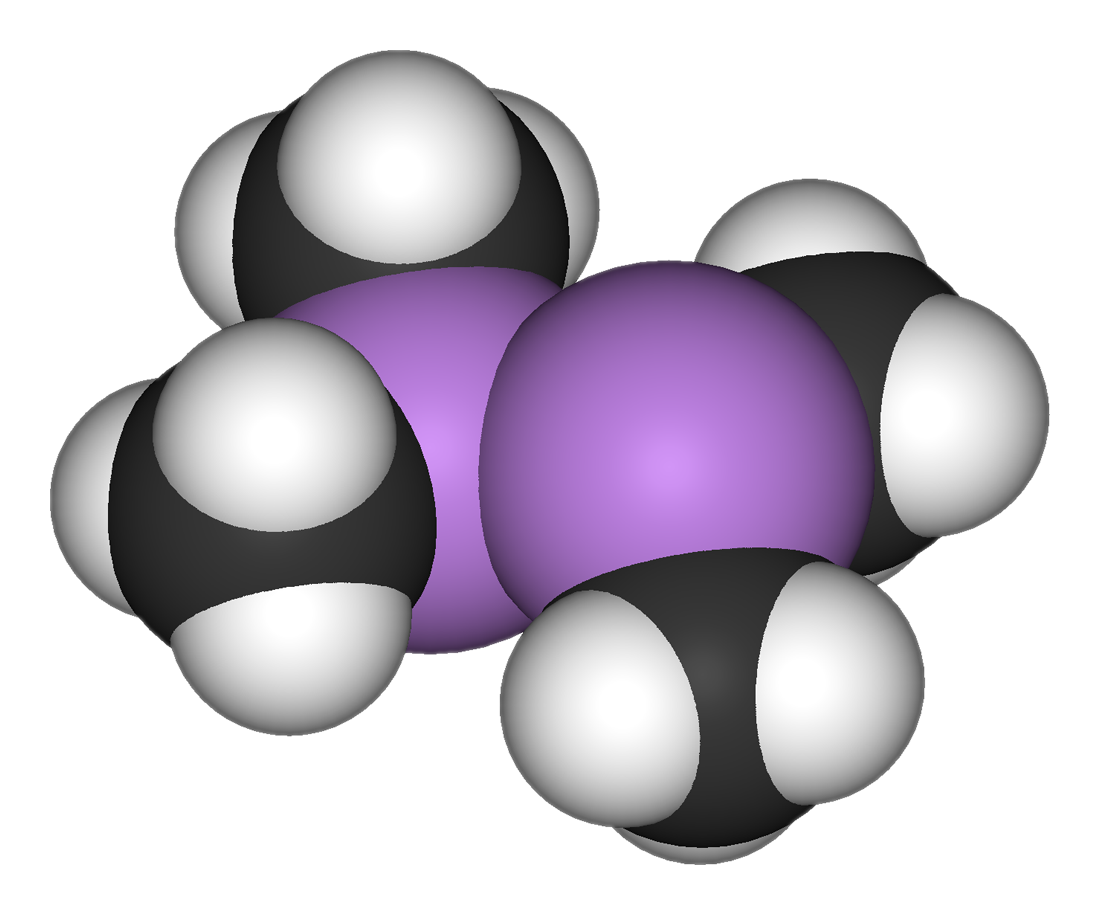
Modelo espacial del cacodilo

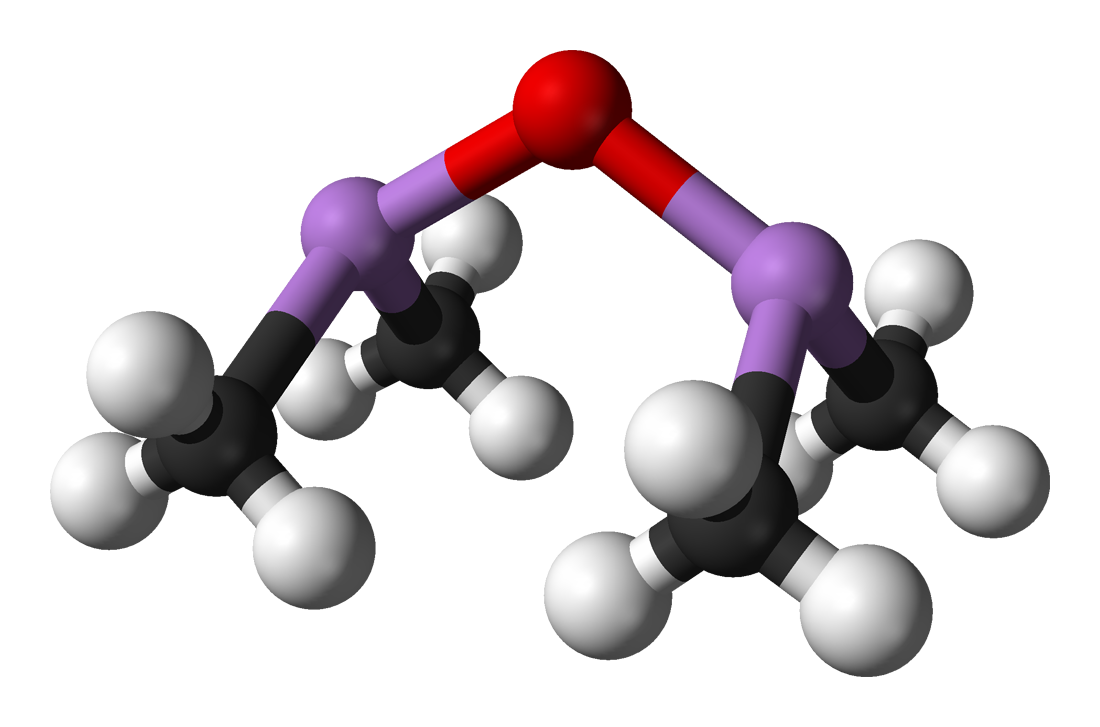
Modelo de bolas y varillas del óxido cacodilo

El líquido fumante de Cadet fue el primer compuesto organometálico en ser sintetizado. En 1760, el químico francés Louis Claude Cadet de Gassicourt (1731-1799) sintetizó un líquido rojo por la reacción de acetato de potasio con trióxido de arsénico.
4 KCH3COO + As2O3 → As2(CH3)4 + 4 K2CO3 + CO2
El líquido contiene una mezcla de óxido de cacodilo y cacodilo. Estas fueron las primeras sustancias organometálicas preparadas, por lo que Cadet puede ser considerado como el padre de la química organometálica